# 少潭河水库
少潭河水库是中国湖北省武汉市新洲区境内的一座水库，位于沙河支流少潭河上，建于1958年。水库正常库容为1000万立方米，集雨面积为26平方千米，海拔为70.7米。